# Malocampa
Malocampa is een geslacht van vlinders van de familie tandvlinders (Notodontidae).

## Soorten
- M. albimacula Dognin, 1909
- M. albolineata Druce, 1887
- M. amanthis Schaus, 1906
- M. amphissa Druce, 1890
- M. argentata Druce, 1895
- M. bigutta D. Jones
- M. boettgeri Druce, 1911
- M. bolivari Schaus, 1894
- M. bronacha Schaus, 1928
- M. cadajoa Schaus, 1939
- M. danala Druce, 1894
- M. delosia Schaus, 1939
- M. dianora Schaus, 1939
- M. ecpantherioides Schaus, 1904
- M. ednana Schaus, 1939
- M. eugenia Schaus, 1906
- M. friburga Schaus, 1915
- M. griffini Schaus, 1939
- M. hibrida Dognin, 1911
- M. lunula Dognin, 1908
- M. lupana Dognin, 1908
- M. lupanoides Dognin, 1924
- M. mammerta Schaus, 1918
- M. manana Schaus, 1939
- M. mardonia Schaus, 1939
- M. maroniensis Schaus, 1906
- M. matralis Schaus, 1911
- M. medommoca Schaus, 1928

- M. monita Schaus, 1939
- M. nigriviridis Dognin, 1911
- M. obliquata Schaus, 1920
- M. obscura Schaus, 1901
- M. occama Schaus, 1939
- M. omaita Dognin, 1908
- M. paramaribena Schaus, 1906
- M. piratica Schaus, 1906
- M. puella Dyar, 1908
- M. punctata Stoll, 1780
- M. querula Dognin, 1911
- M. queruloides Dognin, 1924
- M. randauta Schaus, 1928
- M. satis Druce, 1898
- M. sida Schaus, 1892
- M. sorex Schaus, 1906
- M. spurca Schaus, 1906
- M. taetrica Schaus, 1906
- M. trepsora Dyar, 1915